# Liebfrauenkirche (Darmstadt)

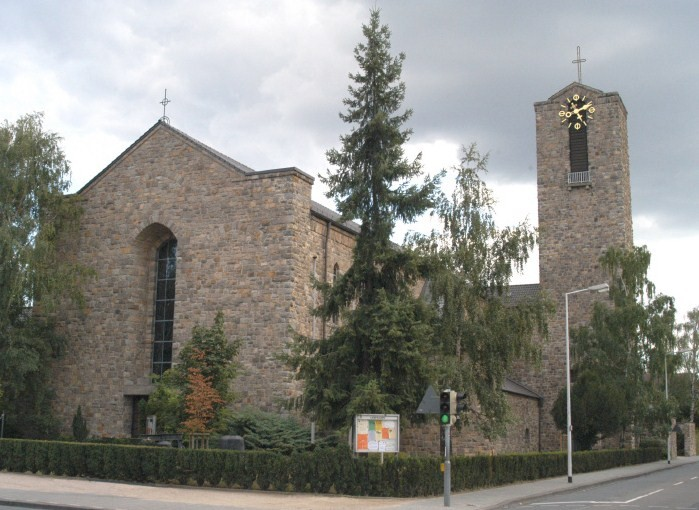
Liebfrauenkirche, Darmstadt-Bessungen

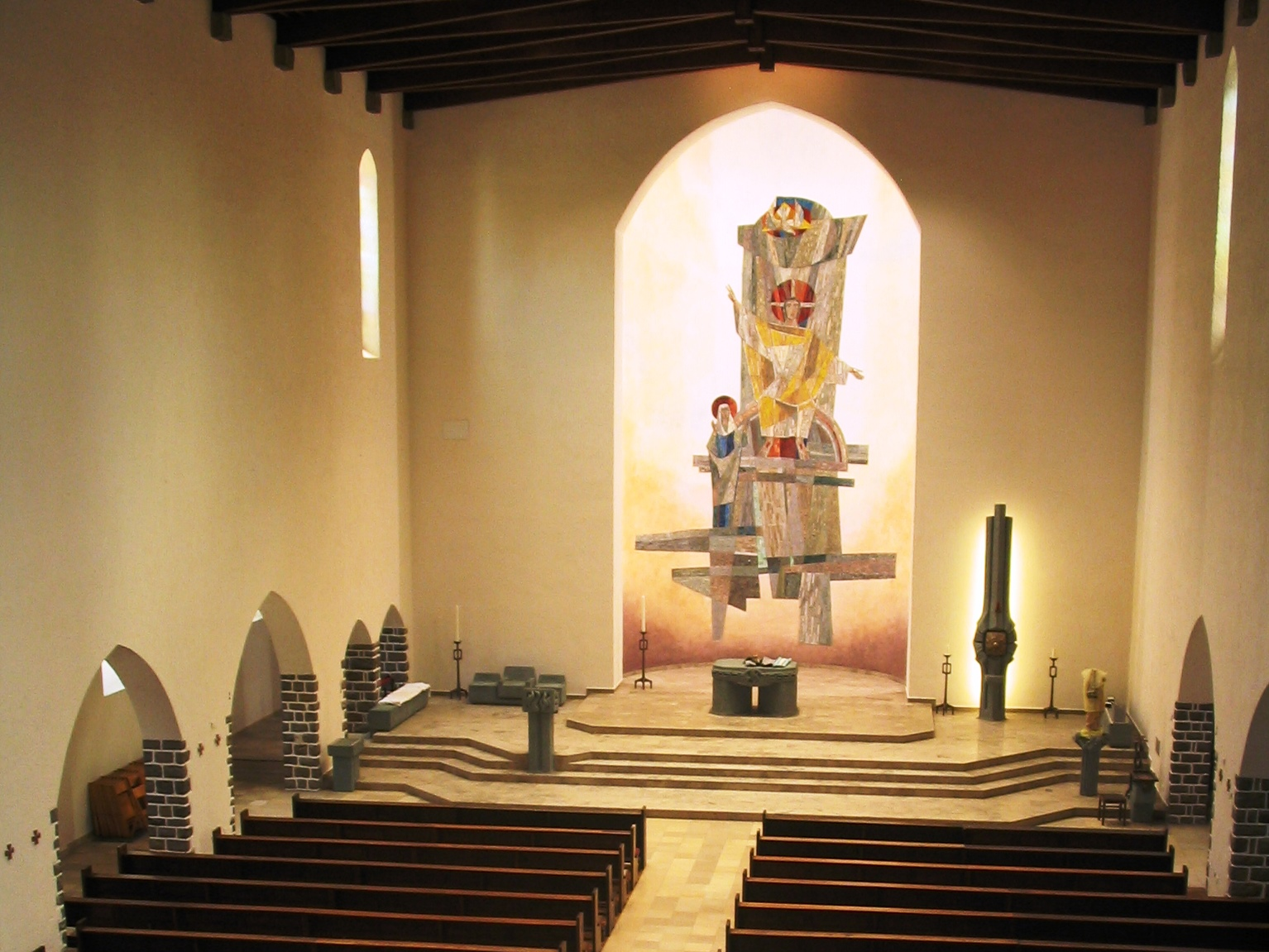
Innenansicht

Die Liebfrauenkirche in Bessungen ist eine katholische Kirche im südhessischen Darmstadt. Ihr markanter Kirchturm erhebt sich an exponierter Stelle östlich der Orangerie an der Klappacher Straße. Zur Pfarrgemeinde gehören rund 4000 Katholiken.

## Geschichte
Die Pfarrei Liebfrauen besteht als eigene Pfarrkuratie seit dem Jahr 1901, zunächst unter dem Namen Martinsgemeinde. Zuvor wurde Bessungen am 7. Juli 1887 als Filialgemeinde von der Darmstädter Gemeinde St. Ludwig abgetrennt. Dies war ein Jahr, bevor sich die politische Gemeinde von Bessungen der Stadt Darmstadt anschloss. Eine eigene Pfarrkirche gab es bei der Gründung der Gemeinde nicht. Die Gottesdienste wurden in einer 1902 dem Heiligen Martin geweihten Kapelle (einem ehemaligen Möbelschuppen) im Herdweg 28 (Ecke Bruchwiesenstraße) gefeiert.
Im Jahr 1924 wurde zunächst eine Unterkirche gebaut und am 8. September 1924 geweiht. Sie lag 2,50 Meter in der Erde und ragte 2,30 Meter über den Erdboden hinaus. Sie sollte später als Gemeindesaal dienen wurde aber stattdessen 1936/37 nach Plänen des Architekten Jan Hubert Pinand mit Sakristei, Marien- und Taufkapelle und schließlich mit der Liebfrauenkirche in ihrer heutigen Form erweitert. Die Weihe der Kirche war am 2. Mai 1937.
1987 wurden der Altarraum anlässlich des 50-jährigen Weihejubiläums der Kirche von Paul Brandenburg neu gestaltet und der Innenraum umfassend renoviert. Dabei blieb das von Edzard Seeger gestaltete Apsismosaik hinter dem Hauptaltar erhalten.
Nach der Umgestaltung des Innenraumes wurde 1989 eine neue Orgel der Orgelbaufirma Hugo Mayer in der Kirche eingebaut. Das Vorgängerinstrument wurde 1954 von Klais (Opus 1042) erbaut. Anders als das heutige Instrument, das hinten in der Kirche steht, war die vorherige Orgel vorne seitlich rechts im Altarraum positioniert.
2013 wurde die Kirche innen erneut umfassend renoviert, nachdem einige Jahre zuvor eine aufgrund von Schäden durch Bodenfeuchtigkeit notwendig gewordene Sanierung des Fundamentmauerwerks durchgeführt worden war.

## Architektur und Innenraum
Die Kirche mit Platz für circa 300 Personen ist als dreischiffige Basilika klar gegliedert. Mit ihrer flachen Holzdecke erinnert sie an den Stil frühchristlicher Bauwerke. Das Mauerwerk besteht aus naturbelassenen Trachyt- und Muschelkalksteinen. Abweichend von der „heiligen Baulinie“ ist die Kirche in Nord-Süd-Achse errichtet worden. In der Ostwand befindet sich nur ein Fenster, durch welches Licht in den Altarraum fällt. Zusammen mit den sechs Fenstern in der Westwand zeigt es die sieben Sakramente. In der Nordwand über dem Haupteingang zeigt ein großes Fenster eine Darstellung des Erzengels Michael. Es wurde 1952 von Annelise Reichmann geschaffen.
In einer rückwärtigen Nische des westlichen Seitenschiffs hängt ein Ölgemälde. Es ist ein Geschenk der polnischen Partnerstadt Płock an den Magistrat der Stadt Darmstadt und der Liebfrauengemeinde als Leihgabe überlassen. Das Bild mit dem Titel Jesus, ich vertraue auf dich wird in Polen als Gnadenbild verehrt. Es geht zurück auf eine Vision der Seligen Schwester Faustyna Kowalska.

### Marienkapelle
An der nordöstlichen Ecke der Kirche befindet sich ein rechteckiger Seitenbau. Von den drei mittelgroßen bunten Spitzbogenfenstern ist eins nach Norden und zwei sind nach Süden ausgerichtet. Die Motive auf den Fenstern sind Symbole für Maria, die Mutter Gottes.
Am östlichen Ende der Kapelle steht der Edith-Stein-Altar aus gehauenem gelben Warthauer Sandstein. Dieser Altar wurde im September 1999 geweiht. An der Stirnseite hinter dem Altar befindet sich eine Kreuzigungsgruppe, die aus der Barockzeit stammt.
Am Eingang der Kapelle befindet sich in der Südwand eine Nische. Dort stand früher der Beichtstuhl und von 1987 bis 2013 eine Figur des Heiligen Antonius. Heute beherbergt sie eine alte Pietà aus dem 17. Jahrhundert. Für den Bau der Nische wurde im Zuge der Renovierung 1987 die Altarplatte aus rotem Marmor des alten Hochaltars der Kirche verwendet. In der Altarplatte befindet sich ein Reliquiengrab mit den Reliquien von fünf Heiligen: der Heiligen Ursula, des Heiligen Fortunatus, des Heiligen Biodarus, des Heiligen Juciniculus und der Heiligen Casta.

### Altarraum
Das Mobiliar des Altarraums (Altar, Tabernakelsäule, Ambo, Sedilien, Kredenz und Podest der Marienstatue) wurde aus Anröchter Dolomit gehauen. Der Altar beherbergt Reliquien des Heiligen Petrus Canisius. Die Apsis und der Chorraum werden von einem Großmosaik dominiert, das die um das Mittelschiff herumlaufenden 14 Kreuzwegstationen um eine zusätzliche fünfzehnte ergänzt. Es zeigt den auferstandenen Christus. Während der Renovierung der Kirche 2013 wurde die zuvor weiß angestrichene Apsis durch den Kirchenmaler Jörg Held farblich neu gestaltet.

### Judas Thaddäus Kapelle
Gemäß übernommener Überlieferung der Pfarrei hatte die Gemeinde dem Apostel Judas Thaddäus – einem der 14 großen Nothelfer – einen eigenen Altar in einer kleinen Seitenkapelle westlich des Hauptkirchenschiffes geweiht. Auf einem Mosaik an der Stirnseite der Kapelle ist der Apostel dargestellt. Genau wie das Apsismosaik hinter dem Hauptaltar ist es von Edzard Seeger gestaltet. Durch ein buntes Spitzbogenfenster fällt Westlicht in die Kapelle. Das Fenster hat als Motiv eine Öllampe mit dem Christuszeichen XP = chi + rho = Chr(istus). Alle Spitzbogenfenster wurden 1956/58 von der Künstlerin Annelise Reichmann gestaltet. Rechts neben dem Torbogen in der Kapelle befinden sich einige historische Votivtafeln.
Seit 2013 wird die Kapelle als Beichtraum verwendet. Dazu wurden die zuvor zum Hauptschiff offenen Spitzbögen geschlossen. In den entstandenen Nischen stehen Figuren des Heiligen Antonius und des Heiligen Judas Thaddäus. Der Altar wurde entfernt.

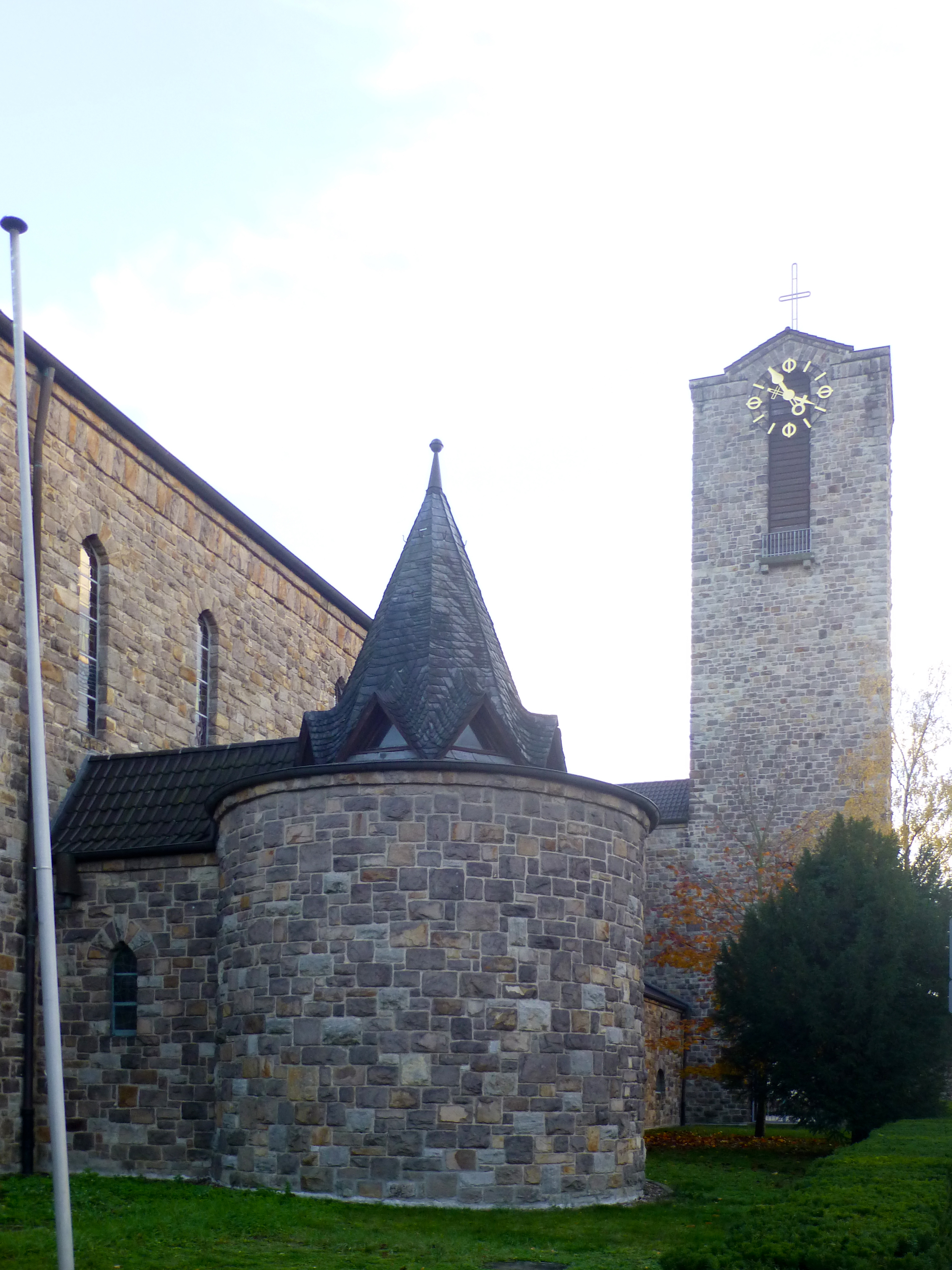
Im Vordergrund die Taufkapelle

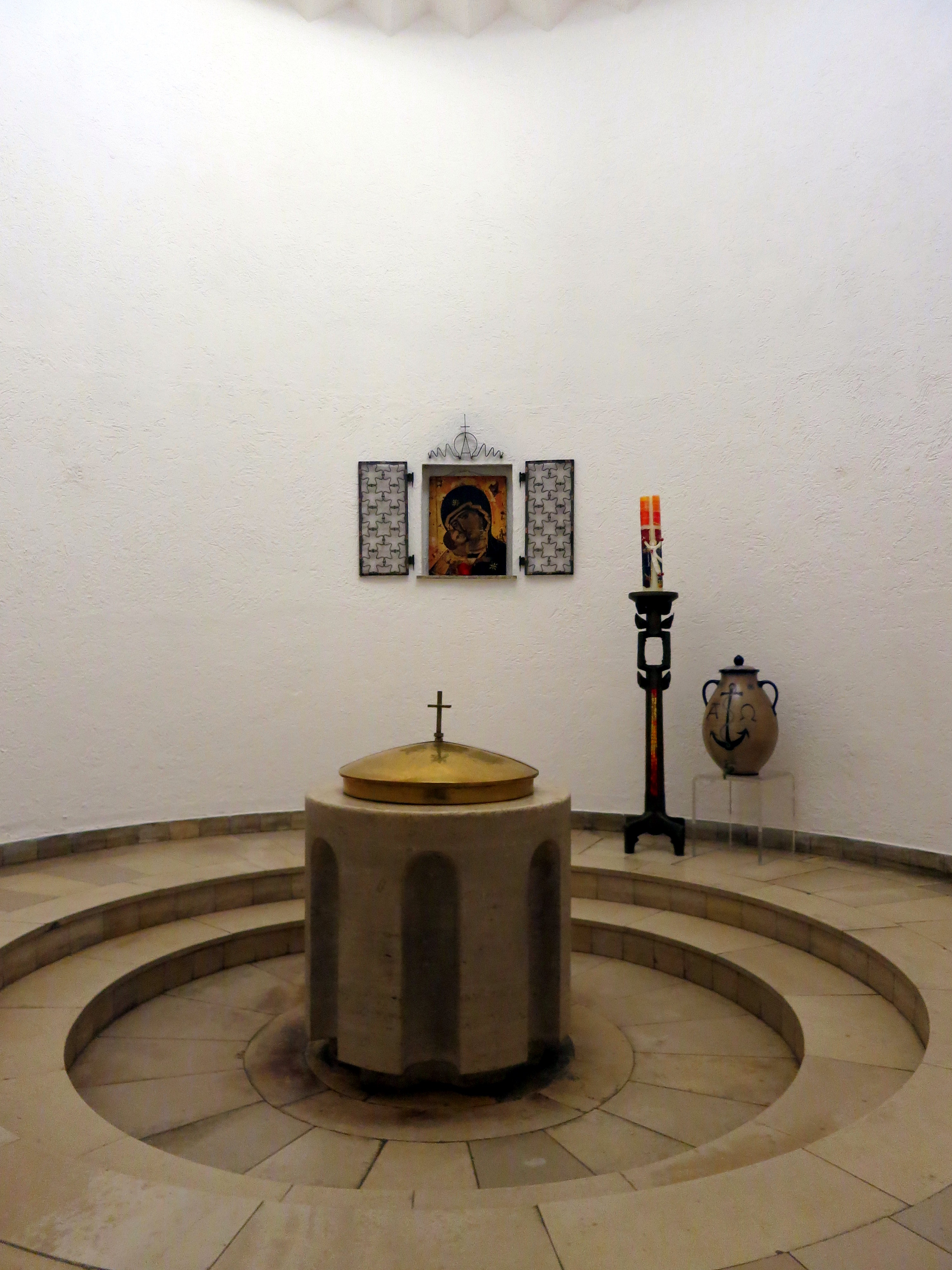
Taufbecken

### Taufkapelle
Eine weitere Kapelle rechts vom Eingang, vorbei an der Seitenkapelle des heiligen Apostels Judas Thaddäus, 
ist ein runder Seitenanbau. In der Mitte befindet sich das Taufbecken, das um zwei Stufen tiefer gesetzt ist, um das Hinabsteigen ins Wasser anzudeuten. Wiedergeboren aus dem Wasser und dem heiligen Geist steigt der Täufling nach der Taufe wieder herauf. Ein kleines Spitzbogenfenster mit zwei Fischen rechts und links vom Kreuz erhellt den Gang zur Taufkapelle und erinnert an das Erkennungszeichen der Urchristen.

### Orgel

#### Instrument von Klais (1954)
Die Klais-Orgel der Kirche von 1954 (op. 1042) hatte elektrische Spiel- und Registertrakturen sowie einen Freipfeifenprospekt. Sie wurde 1989 im Zuge der Renovierung der Kirche abgebaut und durch ein neues Instrument von Mayer ersetzt.
| I Manual C– |                  |     |
| 1.          | Gedackt Pommer   | 16′ |
| 2.          | Principal        | 8′  |
| 3.          | Lieblich Gedackt | 8′  |
| 4.          | Octave           | 4′  |
| 5.          | Spitzflöte       | 4′  |
| 6.          | Rohrflöte        | 2′  |
| 7.          | Rauschpfeife II  |     |
| 8.          | Mixtur IV–VI     |     |
| 9.          | Schalmey         | 8′  |

| II Manual C– |                 |       |
| 10.          | Rohrflöte       | 8′    |
| 11.          | Weidenpfeife    | 8′    |
| 12.          | Principal       | 4′    |
| 13.          | Quintadena      | 4′    |
| 14.          | Octave          | 2′    |
| 15.          | Sifflöte        | 1 ⁄3′ |
| 16.          | Sesquialtera II |       |
| 17.          | Scharff IV      |       |
| 18.          | Krummhorn       | 8′    |

| Pedal C– |               |     |
| 19.      | Subbass       | 16′ |
| 20.      | Zartbaß       | 16′ |
| 21.      | Principalbass | 8′  |
| 22.      | Gedacktbass   | 8′  |
| 23.      | Choralbass    | 4′  |
| 24.      | Nachthorn     | 2′  |
| 25.      | Fagott        | 16′ |

#### Instrument von Mayer (1989)

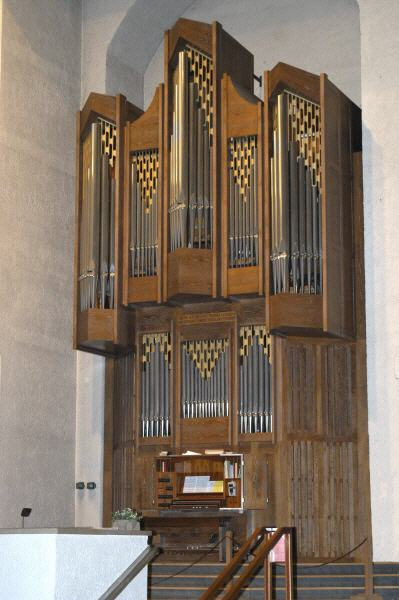
Orgel der Liebfrauenkirche, Darmstadt-Bessungen

Die Mayer-Orgel der Kirche von 1989 hat Schleifladen mit mechanischer Spiel- und elektrischer Registertraktur. Für den Prospekt wurde gekalkte Eiche und für das Innere des Spielschrankes Palisander verwendet. Das Instrument verfügt über 28 klingende Register, die auf zwei Manuale und Pedal verteilt sind. Die Orgel wurde 2013 im Zuge der Renovierung der Kirche generalüberholt.
| I Hauptwerk C–g3 |                                |       |
| 1.               | Bourdon                        | 16′   |
| 2.               | Principal (C-dis1 im Prospekt) | 8′    |
| 3.               | Gemshorn                       | 8′    |
| 4.               | Octave                         | 4′    |
| 5.               | Rohrflöte                      | 4′    |
| 6.               | Quinte                         | 2 ⁄3′ |
| 7.               | Schwegel                       | 2′    |
| 8.               | Mixtur V–VI                    | 1 ⁄3′ |
| 9.               | Trompete                       | 8′    |

| II Schwellwerk C–g3 |                   |     |
| 10.                 | Offenflöte        | 8′  |
| 11.                 | Rohrflöte         | 8′  |
| 12.                 | Salicional        | 8′  |
| 13.                 | Schwebung (ab c0) | 8′  |
| 14.                 | Principal         | 4′  |
| 15.                 | Nachthorn         | 4′  |
| 16.                 | Principal         | 2′  |
| 17.                 | Octävlein         | 1′  |
| 18.                 | Sesquialter II    |     |
| 19.                 | Acuta V           | 2′  |
| 20.                 | Bombarde          | 16′ |
| 21.                 | Schalmey          | 8′  |
|                     | Tremulant         |     |

| Pedal C–f1 |                               |       |
| 22.        | Prinzipal (ab d0 im Prospekt) | 16′   |
| 23.        | Subbaß                        | 16′   |
| 24.        | Octave (ab c0 im Prospekt)    | 8′    |
| 25.        | Gedecktbaß                    | 8′    |
| 26.        | Octave                        | 4′    |
| 27.        | Hintersatz IV                 | 2 ⁄3′ |
| 28.        | Posaune                       | 16′   |

- Koppeln: II/I, I/P, II/P
- Spielhilfen: Tutti, Zungenabsteller, 2 freie Kombinationen

## Turm und Glocken

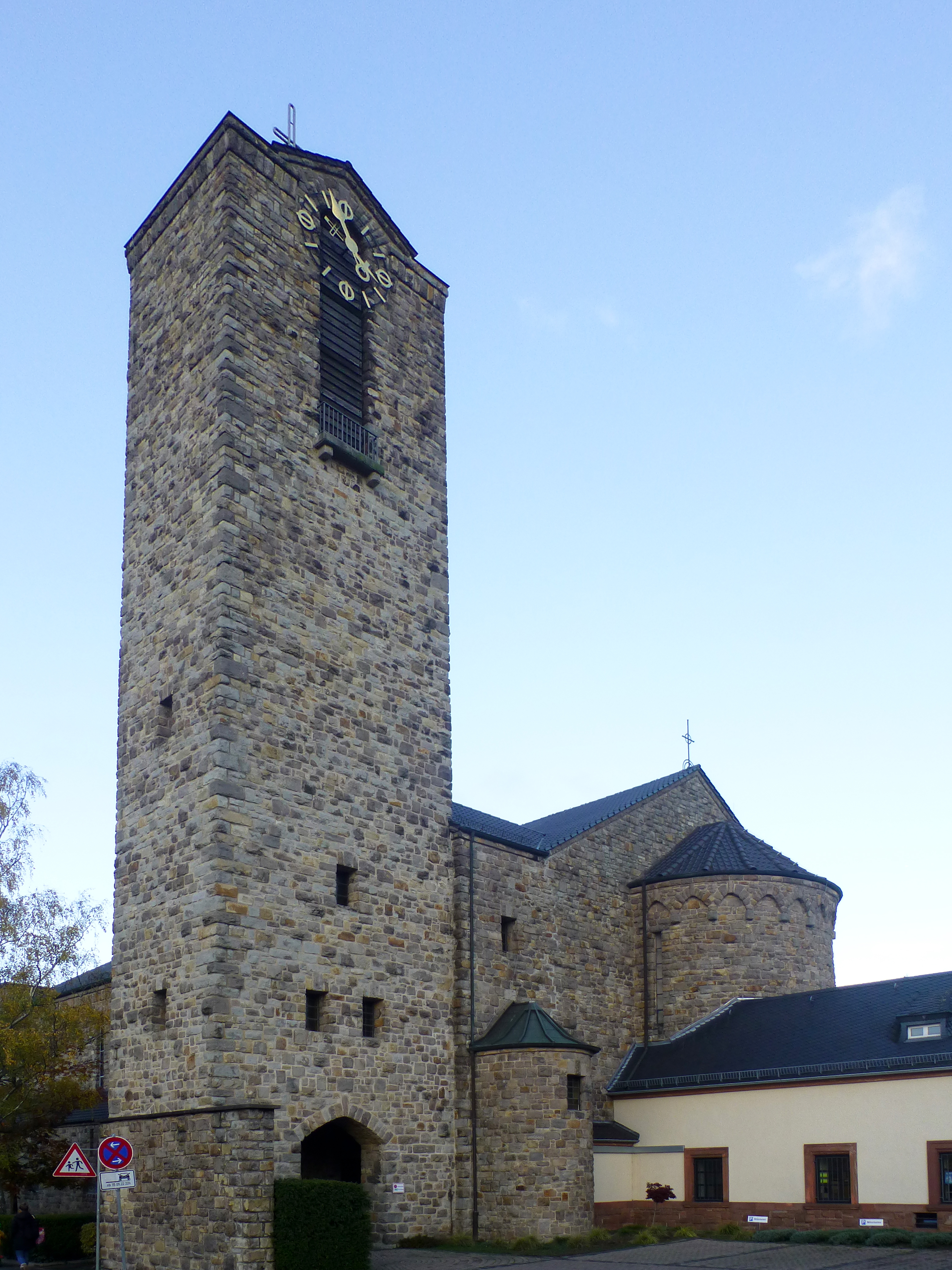
Glockenturm

Der 28 Meter hohe Kirchturm steht getrennt vom Kirchenbau an dessen südwestlicher Ecke am Straßenrand. Im Eingangsbereich des Turmes hängt ein Metallrelief des heiligen Josef. Es wurde von Paul Brandenburg geschaffen und von Karlo Wolf (ehemaliger Pfarrer in Liebfrauen) gestiftet.
Das erste Geläut der Kirche bestand aus vier Stahl-Hartgussglocken und stammte aus dem Jahr 1948. Hieran zeigten sich in den 1990er Jahren so starke Schäden, dass es teilweise stillgelegt werden musste. Im Juni 1999 brach schließlich sogar ein Lagerbolzen und ein Glockenklöppel stürzte in die Glockenstube ab, ohne allerdings großen Schaden anzurichten.
Anfang 2000 wurde durch eine Zuwendung an die Gemeinde die Anschaffung eines kompletten neuen Bronzegeläutes und Glockenstuhls möglich. Der Auftrag ging an die Eifeler Glockengießerei K. A. Mark in Brockscheid. Der Glockenguss erfolgte am 17. März 2001. Die Glockenweihe wurde von Weihbischof Wolfgang Rolly am 1. Mai 2001 vorgenommen.
Das Klangmotiv der Glocken besteht aus den Tonen c1, e1, g1 und a1 und bildet damit den Anfang des gregorianischen Salve Regina. Es ist auf des Geläut der benachbarten Pauluskirche abgestimmt.
Glocke 1 Marienglocke, Ton c1, Durchmesser: 1540 mm, Gewicht: ca. 2400 kg

Inschrift: In honorem Beatae Mariae Virginis + SALVE REGINA +
Glocke 2 Martinusglocke, Ton e1, Durchmesser: 1300 mm, Gewicht: ca. 1300 kg

Inschrift: In honorem Sancti Martini + CHRISTUS VINCIT +
Glocke 3 Bonifatiusglocke, Ton g1, Durchmesser: 1060 mm, Gewicht: ca. 800 kg

Inschrift: In honorem Sancti Bonifatii + CHRISTUS REGNAT +
Glocke 4 Edith-Stein-Glocke, Ton a1, Durchmesser: 960 mm, Gewicht: ca. 550 kg

Inschrift: In honorem Sanctae Teresiae Benedictae a Cruce OCD Edith Stein + CHRISTUS IMPERAT +